# Kościół Matki Bożej Częstochowskiej w Stradzewie
Kościół Matki Bożej Częstochowskiej w Stradzewie – katolicki kościół filialny zlokalizowany we wsi Stradzewo w gminie Choszczno, w powiecie choszczeńskim (województwo zachodniopomorskie). Należy do parafii Narodzenia Najświętszej Maryi Panny w Choszcznie.

## Historia i architektura
Kościół został wzniesiony w 1876 roku z fundacji radcy okręgowego Gustawa Hermanna von Germara. Murowany z cegły, na kamiennej podmurówce, sytuowany jest na planie prostokąta. Od strony wschodniej bryłę zamyka niższe od korpusu nawowego, wielobocznie zakończone prezbiterium. Od zachodu do kościoła przylega wieża na planie czworoboku. W korpusie i wieży umieszczone są ostrołukowe okna. W wieży znajduje się portal wejściowy i okrągłe rozety wypełnione witrażami. Wieżę nakrywa ostrosłupowy dach hełmowy z krzyżem na szczycie. Wewnątrz kościoła, na zachodniej ścianie, znajduje się empora muzyczna.
Po II wojnie światowej kościół został konsekrowany jako świątynia katolicka w dniu 24 grudnia 1945 roku przez ks. Jerzego Kowalskiego. W 1984 roku dobudowana została zakrystia i salka katechetyczna.